# 84
84 је била преступна година.

## Догађаји
- Цар Домицијан опозива Агриколу назад у Рим, где је награђен тријумфом и гувернерством римске провинције Африке, али он то одбија.
- Плиније Млађи је севир екуитум Романорум (командант коњичког ескадрона).
- Започела је изградња лимеса, линије римских утврђења од Рајне до Дунава.
- Својим избором за десетогодишњег конзула и доживотног цензора, Домицијан отворено подређује републикански аспект државе монархијском.
- Домицијан повећава плате трупа за једну трећину, чиме обезбеђује њихову лојалност.